# Maria Chomentowska
Maria Chomentowska (ur. 14 czerwca 1924 w Warszawie, zm. 7 marca 2013 w Lublinie) – polska architektka wnętrz i projektantka związana z Instytutem Wzornictwa Przemysłowego.

## Życie
Przed II wojną światową uczyła się w Żeńskiej Szkole Architektury im. Stanisława Noakowskiego w Warszawie.
Po wojnie, w latach 1945 - 1946, działała w Biurze Odbudowy Stolicy i równoległe studiowała na warszawskiej Akademii Sztuk Pięknych, najpierw malarstwo, a potem na wydziale architektury wnętrz. W 1951 zaczęła trwającą do 1977 współpracę z kierowanym przez Wandę Telakowską Instytutem Wzornictwa Przemysłowego. W podobnym okresie (1951 - 1970) opracowywała meble mieszkaniowe dla Zjednoczenia Przemysłu Meblarskiego i Cepelii. Od 1976 roku związana z Katolickim Uniwersytetem Lubelskim, dla którego projektowała wyposażenie wnętrz obiektów akademickich.
Zmarła 7 marca 2013 roku i została pochowana na cmentarzu przy ul. Lipowej w Lublinie.

### Twórczość
Projektowała meble, zarówno znane krzesła „Płucka” (1956) czy „Pająk” (1957), jak i konstrukcje „typowe” czyli zaakceptowane do produkcji seryjnej, do których należało m.in. krzesło typ 200-102 (1959). Projektantka była również autorką wielu mebli przeznaczonych dla dzieci, w tym siedzisk szkolnych i systemów mebli-zabawek do szkół tysiąclatek. Była także autorką projektu wnętrza tramwaju 104/105N (wdrożony do produkcji 1974 r.) oraz aparatu telefonicznego (1970). Na KUL zaprojektowała m.in. wnętrza Katedry Metafizyki na Wydziale Filozofii, holu nowego skrzydła KUL od strony Racławickich, auli w gmachu głównym, czy stołówki.
W nagrodę za dokonania w 1966 roku otrzymała nagrodę Rady Wzornictwa za dorobek projektancki, a w 1973 roku Krzyż Kawalerski Orderu Odrodzenia Polski.